# Diego Martínez Penas
Diego Martínez Penas, né le 16 décembre 1980 à Vigo (Espagne), est un entraîneur de football espagnol.

## Biographie
Diego Martínez joue pendant neuf ans dans les catégories inférieures du Celta de Vigo. À l'âge de vingt ans, il comprend qu'il ne sera jamais un grand joueur et décide de se consacrer à sa formation d'entraîneur.
Installé en Andalousie depuis l'an 2000, il entraîne les juniors d'Arenas dans la localité d'Armilla (province de Grenade). Il entraîne ensuite l'équipe première de ce même club en troisième division, puis le club de Motril avec qui il obtient une promotion. Il reçoit alors une offre de Monchi qui lui propose de rejoindre le staff du Séville FC.
Diego Martínez arrive au Séville FC en 2009 pour s'incorporer au département de méthodologie, puis il entraîne le Séville C.
Il est membre du staff technique lorsque Séville remporte la Ligue Europa. Il est l'auxiliaire des entraîneurs Marcelino, de Míchel, puis d'Unai Emery.
En 2014, il entraîne le Sevilla Atlético en Segunda División B. Il parvient à faire monter l'équipe en deuxième division en 2016.
Le 14 juin 2017, Martínez est nommé entraîneur du CA Osasuna.
Le 15 juin 2018, le Grenade CF officialise l'arrivée de Diego Martínez au poste d'entraîneur pour la saison 2017-2018. Le club obtient la promotion en première division en juin 2019 en terminant à la deuxième place du championnat de D2. Martínez obtient le Trophée Miguel Muñoz de meilleur entraîneur de D2.
Au terme de la saison 2019-2020, Grenade, qui a un des budgets les plus bas de la Liga, parvient à se qualifier pour la Ligue Europa pour la première fois de son histoire.
Lors de la saison 2020-2021, Grenade élimine le SCC Naples de Gattuso en 1/16 de finale de la Ligue Europa, puis les Norvégiens de Molde FK en 1/8. En quarts, Grenade est éliminé par Manchester United.
Le 27 mai 2021, Martínez, surnommé le « Chaman » par la presse de Grenade, annonce son départ après trois saisons exceptionnelles.
Le 31 mai 2022, Martínez est nommé entraîneur du RCD Espanyol. En avril 2023, après une série de quatre défaites qui place l'Espanyol à la dix-septième de la saison de Liga, il est licencié. 
Le 8 octobre 2024, Martínez est retourné en Espagne, après avoir été nommé entraîneur de l'UD Las Palmas. 